# Hipposideros caffer
Dơi là tròn Sundevall (danh pháp hai phần: Hipposideros caffer), còn gọi là dơi mũi lá Sundevall, là một loài dơi trong họ Hipposideridae.
Những con dơi này có bề ngoài rất tương tự như loài dơi mũi lá tròn Noack có quan hệ gần gũi, và cả hai có đã từng được coi là cùng một loài. Mặc dù nhiều nghiên cứu gần đây cho thấy rằng chúng khác biệt, có khả năng là, nếu gộp lại với nhau, chúng đại diện cho một nhóm các loài có chứa một số loài khó hiểu mà vẫn chưa được phân biệt. 
Loài dơi lá tròn có kích cỡ trung bình, với chiều dài từ đầu-cơ thể từ 8 đến 9 cm (3,1-3,5 in), sải cánh 20–29 cm (7,9–11 in). Con trưởng thành có trọng lượng cơ thể từ 8 đến 10 gram (0,28-0,35 oz). Chúng có lông dài, có thể là màu xám hoặc vàng cam tươi sáng trong màu sắc, và cánh màu nâu. Lông thường nhạt màu ở mặt dưới của cơ thể.
Loài dơi này khá phổ biến, phân bố hầu hết các quốc gia khác châu Phi phía nam sa mạc Sahara, cũng như ở Morocco, Yemen, và một số khu vực của Ả Rập Saudi. Bốn phân loài hiện đang được công nhận, mặc dù phạm vi địa lý chính xác của từng là chưa rõ ràng:
- Hipposideros caffer caffer
- Hipposideros caffer angolensis
- Hipposideros caffer nanus
- Hipposideros caffer tephrus

Loài dơi này được tìm thấy phổ biến ở nơi sống savan, và tránh các khu vực rừng mưa rậm ở miền trung châu Phi. Tuy nhiên chúng ohaan bố rộng và cũng được ghi nhận ở khu vực cây bụi Acacia, thảo nguyên cây bụi và các khu ruèng duyên hải và rừng mopane.